# Страхуемый риск
Страхуемый риск (англ. insurable risk) — риск, который может быть застрахован, то есть риск, в отношении которого может быть заключен договор страхования. Данный риск должен быть однозначно определен, поддаваться оценке вероятности наступления, соответствовать размеру премии, достаточной для покрытия возможных убытков в случае его реализации.
Примеры страхуемых рисков:
- пожар;
- землетрясение;
- ураган;
- наводнение;
- кража определённого вида имущества;
- залив водопроводной водой;
- угон автомобиля;
- повреждение автомобиля в результате дорожно-транспортно происшествия;
- несчастный случай с пассажиром;
- болезнь, вызванная определённым заболеванием;
- дожитие застрахованного до определённого возраста (страхование жизни);
- смерть застрахованного (страхование жизни).

В отношении каждого вида страхуемого риска  (совокупности страхуемых рисков) страховщик разрабатывает правила страхования, в соответствии с которыми и заключается договор страхования определённого вида.